# World Travel Awards
Os World Travel Awards são organizados desde 1993. 
Dividem-se por dez regiões mundiais com as galas de cada divisão a decorrerem ao longo do ano e culminando numa cerimónia final (com os prémios para os melhores do mundo). 
Para cada ronda, toda a gente pode votar online, sendo que o voto dos profissionais de turismo vale por dois.
Tendo, nos anos de 2017, 2018 e 2019, como o melhor destino mundial, ganho Portugal .